# Hwacha

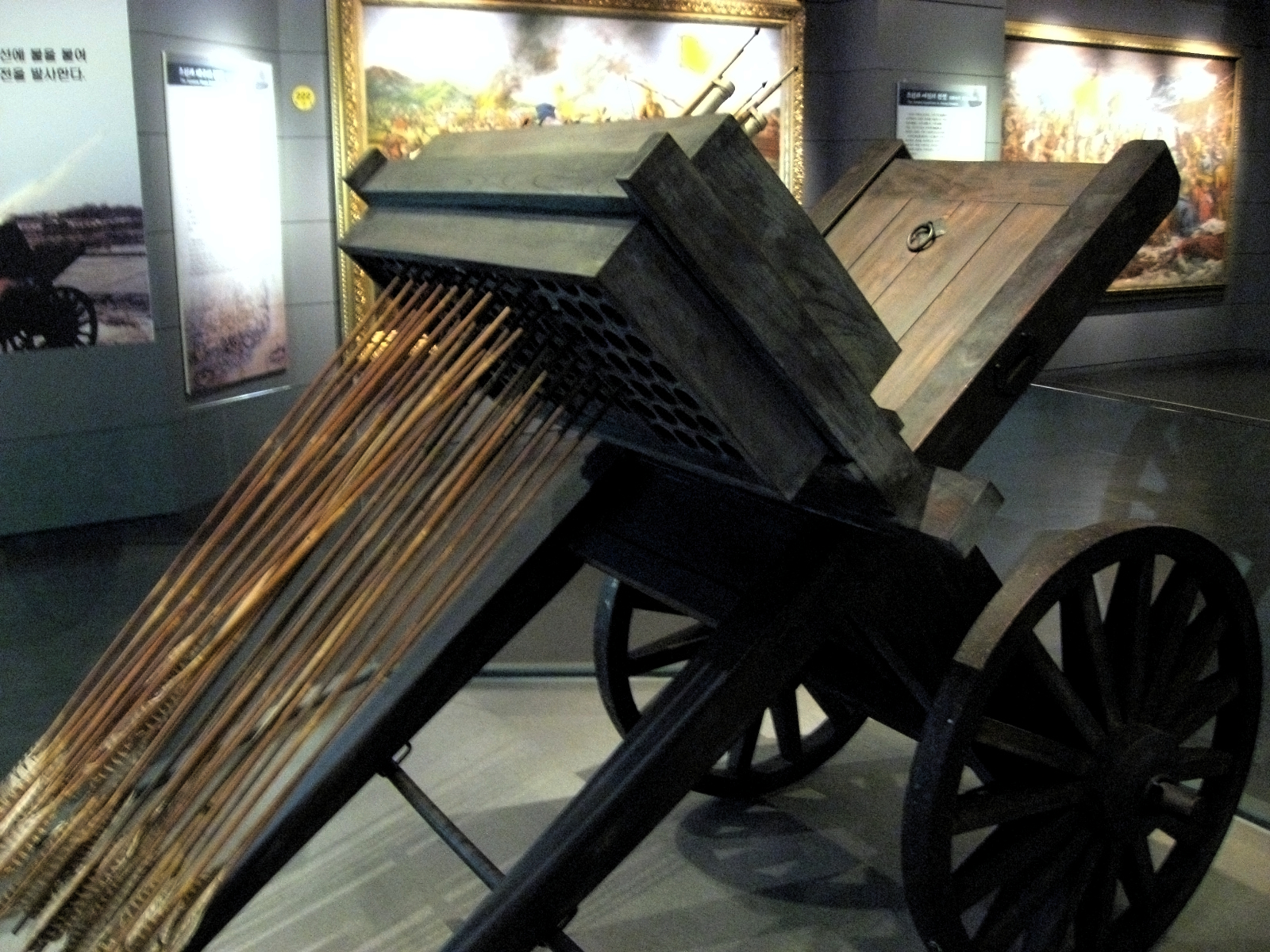
Model einer Hwacha

Eine Hwacha oder Hwach'a war eine Antipersonen- und Schwarzpulverwaffe, die im 15. Jahrhundert in Korea entwickelt und auch dort eingesetzt wurde. Sie bestand aus einem Karren, auf dem eine Startrampe für kleine Raketen montiert war. Auf den Raketen wurden Projektile montiert, die bei Detonation scharfe Eisenstücke verstreuten. 
Zusammen mit dem Schildkrötenschiff soll diese technologische Errungenschaft laut einiger Historiker entscheidend zum Sieg Koreas über Japan im Imjin-Krieg zwischen 1592 und 1598 beigetragen haben.

## Geschichte
Die erste Hwacha wurde 1409 während der Joseon-Dynastie von einigen koreanischen Wissenschaftlern hergestellt, wurde aber vermutlich nie im Kampf eingesetzt.
Während der Herrschaft von Sejong wurde die Produktion der Hwachas gesteigert und bis zu 90 Stück eingesetzt. Am Ende seiner Amtszeit konnte eine Hwacha bis zu 200 Raketen gleichzeitig aufnehmen. 
Stärkere und deutlich effektivere Versionen dieser Artilleriewaffe wurden bis 1451 entwickelt und in großen Stückzahlen in Seoul und an der nördlichen Grenze stationiert. 

### Rolle während des Imjin-Krieges
Während der japanischen Invasion Koreas von 1592 bis 1598 wurden Hwachas in großer Zahl gegen die Soldaten Japans eingesetzt. Meist wurden Hwachas in Festungen stationiert und dienten zur Abwehr gegnerischer Truppen, wie etwa in der Schlacht von Haengju. Die japanischen Samurai griffen damals normalerweise in engen Formationen an, die ein ideales Ziel für die Artillerie darstellten. 
Die Artilleriewaffe kam auch auf Schiffen der Marine von Admiral Yi Sun-sin zum Einsatz, wie etwa auf Panokseons in der Schlacht von Noryang Point.

## Konstruktion

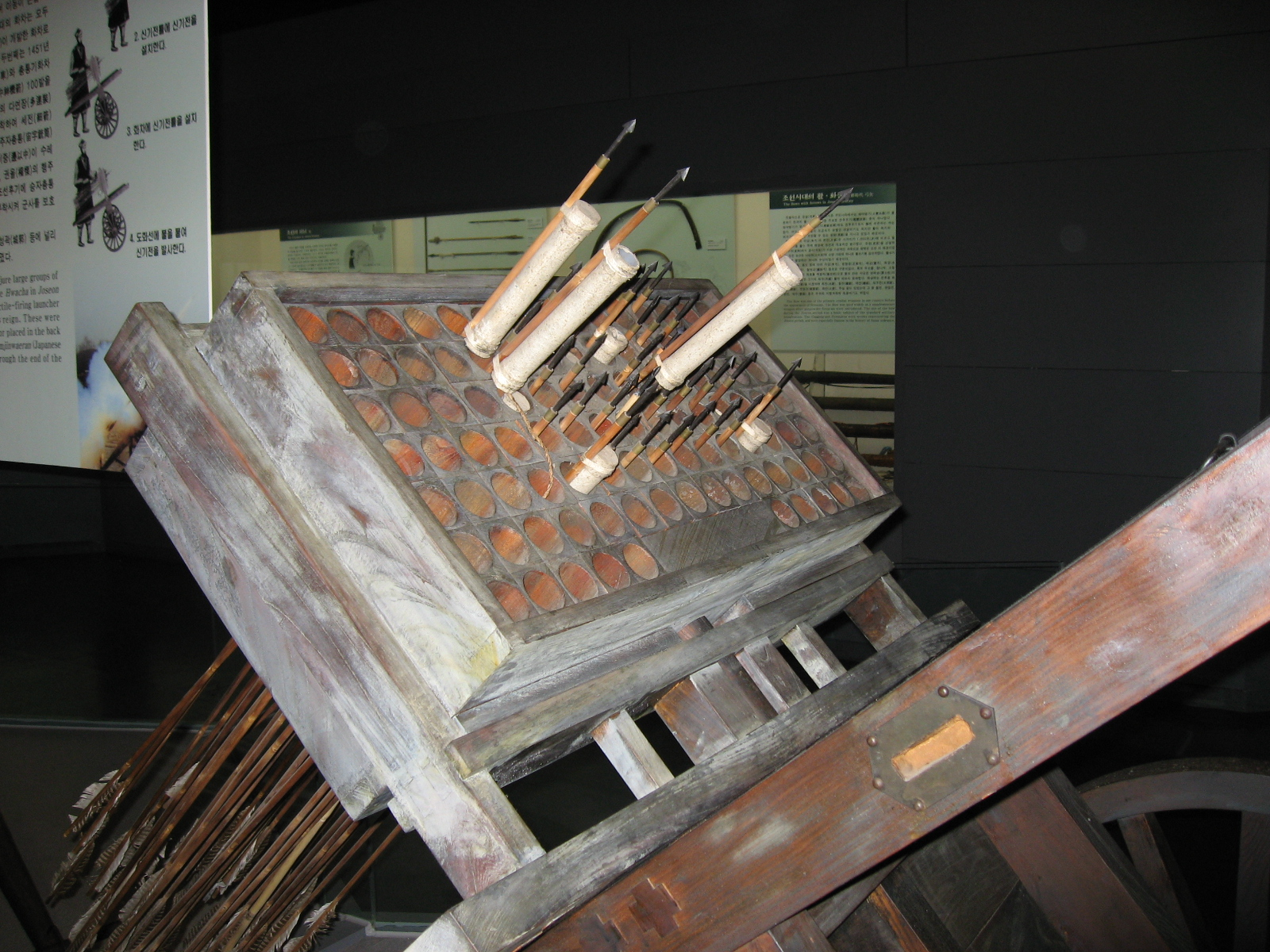
Startrampe einer Hwacha

Eine Hwacha bestand aus einem einfachen Handkarren, auf dem eine hölzerne Startrampe montiert war, die zwischen 100 und 200 Löcher für singijeon (altertümliche koreanische Raketen) aufwies. Die Raketen bestanden aus Pfeilen, an die Papierbeutel mit Schwarzpulver montiert und mittels Zünder abgefeuert wurden. Bis zu 100 Raketen konnten gleichzeitig abgefeuert werden und hatten eine Reichweite von bis zu 500 Metern. 
Hwachas wurden zumeist aus Kiefernholz hergestellt, seltener auch aus Eichenholz, die verwendeten Seile waren Hanfseile. Die Waffen wurden verpackt und mit einer großen Eskorte zum Kampfschauplatz transportiert. Ähnlich wie bei den europäischen Bliden wurde die Artilleriewaffe erst am Schlachtfeld aufgebaut, die Halterung der Raketen wurde ähnlich wie bei Legoblöcken auf dem Karren montiert.